# Бутузов, Георгий Константинович
Георгий Константинович Бутузов (5 мая 1916 — конец 1983) — директор ряда совхозов Ртищевского района; Герой Социалистического Труда (1958).

## Биография
Георгий Бутузов родился в 1916 году в семье ветеринарного фельдшера. После окончания школы работал счетоводом, бухгалтером и главным бухгалтером совхозов имени газеты «Правда» и «Темп» Ртищевского района.
4 сентября 1941 года Георгий Бутузов был призван в ряды РККА. С сентября 1941 года до конца Великой Отечественной войны сражался на Юго-Западном, Центральном, 2-м и 3-м Украинских фронтах. Командир отделения стрелкового полка 350-й дивизии, затем начальник химической службы 127-го инженерно-сапёрного Криворожского батальона 8-й инженерно-сапёрной бригады. Был тяжело ранен в январе 1942 года под Болоховым Орловской области. В сентябре 1944 года лейтенант Бутузов был награждён орденом Красной Звезды.
После войны Г. К. Бутузов работал главным бухгалтером совхоза «Правда», затем директором совхозов «Правда» (1950-е годы), «Темп» (сер. 1950-х — нач. 1960-х) и «Выдвиженец» (1960-е годы). Позднее был назначен директором Ртищевской межколхозной птицефабрики. За высокие показатели, достигнутые в развитии сельскохозяйственного производства, Указом Президиума Верховного Совета СССР от 20 ноября 1958 года Георгию Константиновичу Бутузову году было присвоено звание Героя Социалистического Труда.
Г. К. Бутузов неоднократно избирался членом Ртищевского райкома КПСС.
Умер Георгий Константинович Бутузов в конце 1983 года.

## Награды и звания
- Герой Социалистического Труда (20 ноября 1958) — за выдающиеся успехи в деле увеличения производства зерна и других продуктов сельского хозяйства
- Орден Ленина (20 ноября 1958)
- Орден Трудового Красного Знамени (22 марта 1966)
- Орден Красной Звезды (12 сентября 1944)
- Медали